# Prince Charming (chương trình truyền hình Đức)
Prince Charming là chương trình truyền hình thực tế hẹn hò của Đức được công chiếu vào ngày 30 tháng 10 năm 2019 trên kênh phát trực tuyến cao cấp RTL+ và bắt đầu phát sóng vào ngày 20 tháng 4 năm 2020 trên kênh truyền hình VOX. Ý tưởng của chương trình được mô phỏng theo Der Bachelor, nhưng chương trình chỉ dành cho người đồng tính nam và thay vì có lễ trao hoa hồng, chương trình lại có lễ trao cà vạt đen.
Mùa thứ hai bắt đầu phát trên kênh RTL+ vào ngày 12 tháng 10 năm 2020 và bắt đầu phát trên kênh VOX vào ngày 19 tháng 10 năm 2020. Vào ngày 23 tháng 11 năm 2020, chương trình được gia hạn cho mùa thứ ba. Vào ngày 5 tháng 10 năm 2021, chương trình được gia hạn cho mùa thứ tư.
Vào tháng 5 năm 2021, chương trình Princess Charming dành cho người đồng tính nữ được ra mắt trên kênh RTL+ và tháng 10 năm 2021 trên kênh VOX.

## Các mùa
| Mùa | Phát sóng                                   | Phát sóng                                   | Prince            | Quán quân          | Á quân        | Còn bên nhau không | Ghi chú về mối quan hệ |
| Mùa | RTL+                                        | VOX                                         | Prince            | Quán quân          | Á quân        | Còn bên nhau không | Ghi chú về mối quan hệ |
| --- | ------------------------------------------- | ------------------------------------------- | ----------------- | ------------------ | ------------- | ------------------ | --- |
| 1   | 30 tháng 10 năm 2019 – 18 tháng 12 năm 2019 | 20 tháng 4 năm 2020 – 8 tháng 6 năm 2020    | Nicolas Puschmann | Lars Tönsfeuerborn | Dominic Smith | Không              | Trong buổi hội ngộ, Puschmann và Tönsfeuerborn vẫn bên nhau và sẽ chuyển đến sống chung. Vào tháng 11 năm 2020, Puschmann và Tönsfeuerborn chia tay. Vào tháng 9 năm 2021, tiếp tục chia tay một lần nữa. |
| 2   | 12 tháng 10 năm 2020 – 14 tháng 12 năm 2020 | 26 tháng 10 năm 2020 – 21 tháng 12 năm 2020 | Alexander Schäfer | Lauritz Hofmann    | Vincent       | Không              | Schäfer và Hofmann không bên nhau sau khi quay xong tập cuối. |
| 3   | 17 tháng 8 năm 2021 – 19 tháng 10 năm 2021  | 7 tháng 2 năm 2022 – 28 tháng 3 năm 2022    | Kim Tränka        | Maurice Schmitz    | Robin Solf    | Không              | Tränka và Schmitz vẫn bên nhau cho đến tập hội ngộ vào tháng 10 năm 2021. Vào tháng 6 năm 2022, Tränka và Schmitz chia tay.                                                                               |
| 4   | 29 tháng 9 năm 2022 – 1 tháng 12 năm 2022   | —                                           | Fabian Fuchs      | Sebastian          | Tim Hornbyl   | Không              | Fuchs và Sebastian không bên nhau sau khi quay xong tập cuối. |